# Волочиск
Волочи́ск (укр. Волочи́ськ) — город в Хмельницком районе Хмельницкой области Украины. До 2020 года был административным центром упразднённого Волочиского района.

## Географическое положение
Город расположен на левом берегу реки Збруч, напротив пгт Подволочиск (Тернопольская область), приблизительно на полпути между Хмельницким и Тернополем.

## История
Поселение было основано в 1463 году.
После Люблинской унии 1569 года — в составе Речи Посполитой.
В 1793 году Волочиск вошёл в состав Российской империи и в 1796 году был включён в Староконстантиновский уезд Волынской губернии.
В 1860 году здесь насчитывалось 387 дворов и 2576 жителей, действовали два небольших свечных завода, школа, 2 православные церкви, 2 православные часовни, католический костел, синагога и 2 еврейских молитвенных дома.

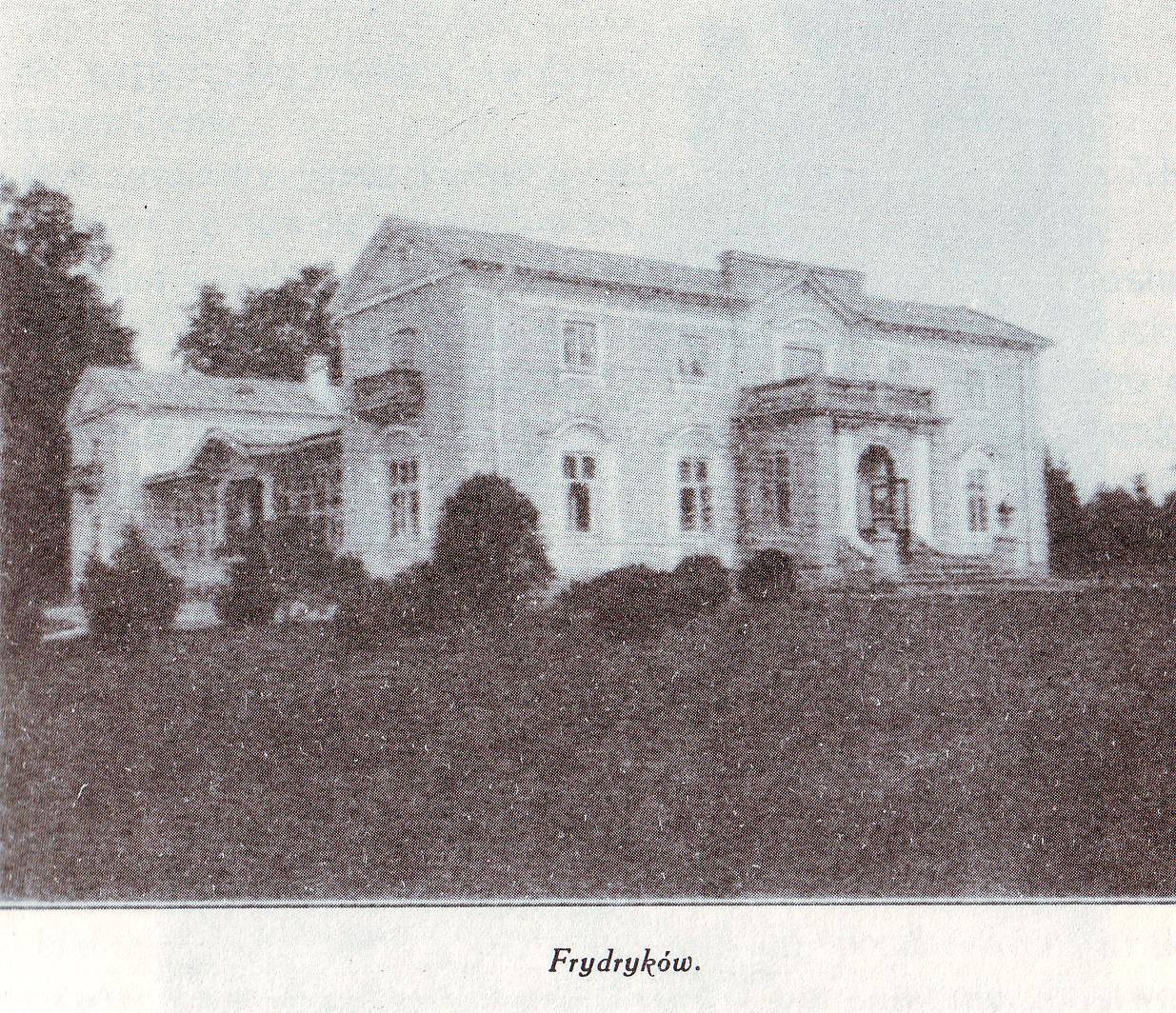
Дворец Мошинских, 1929

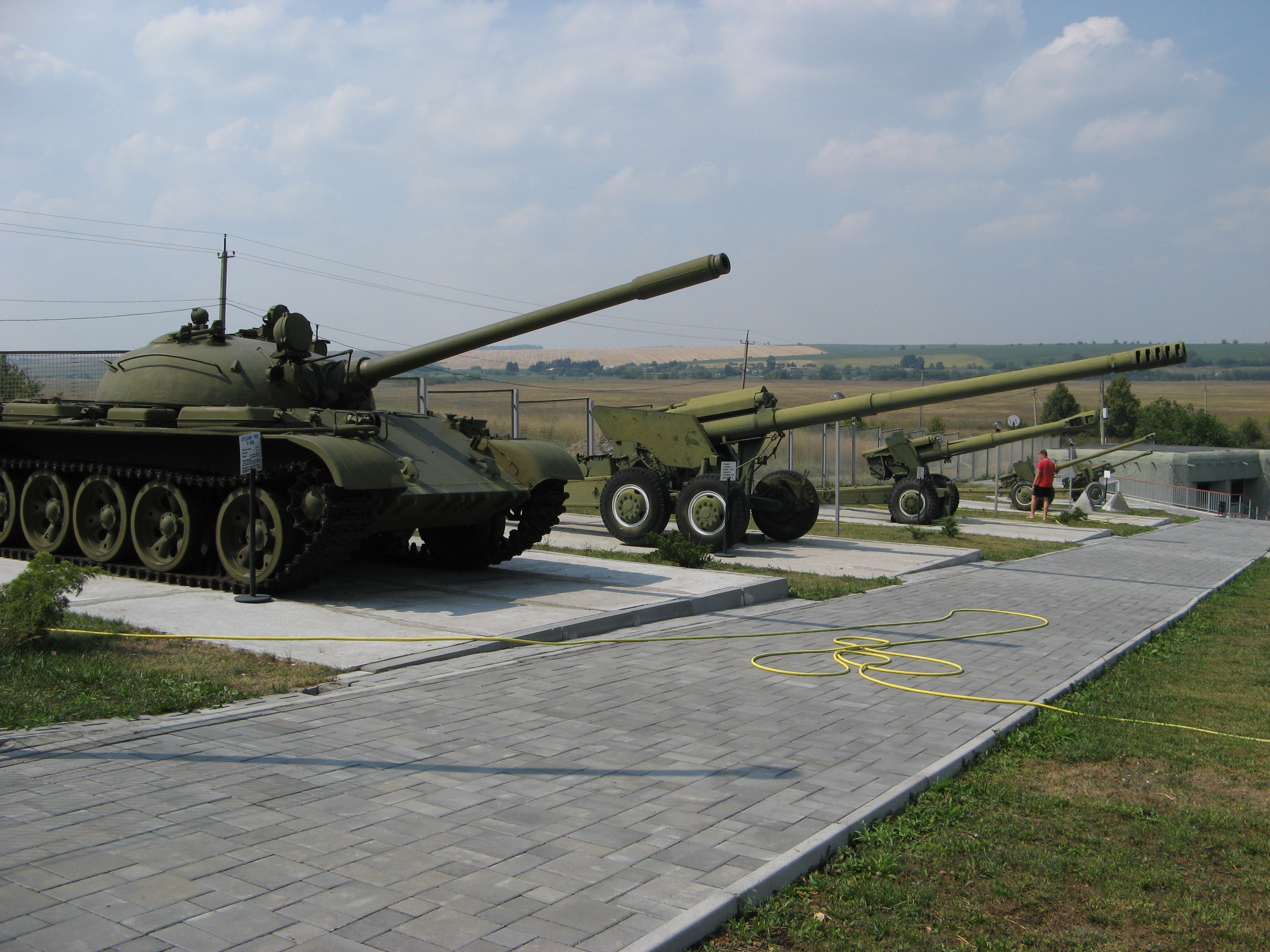
Военный музей

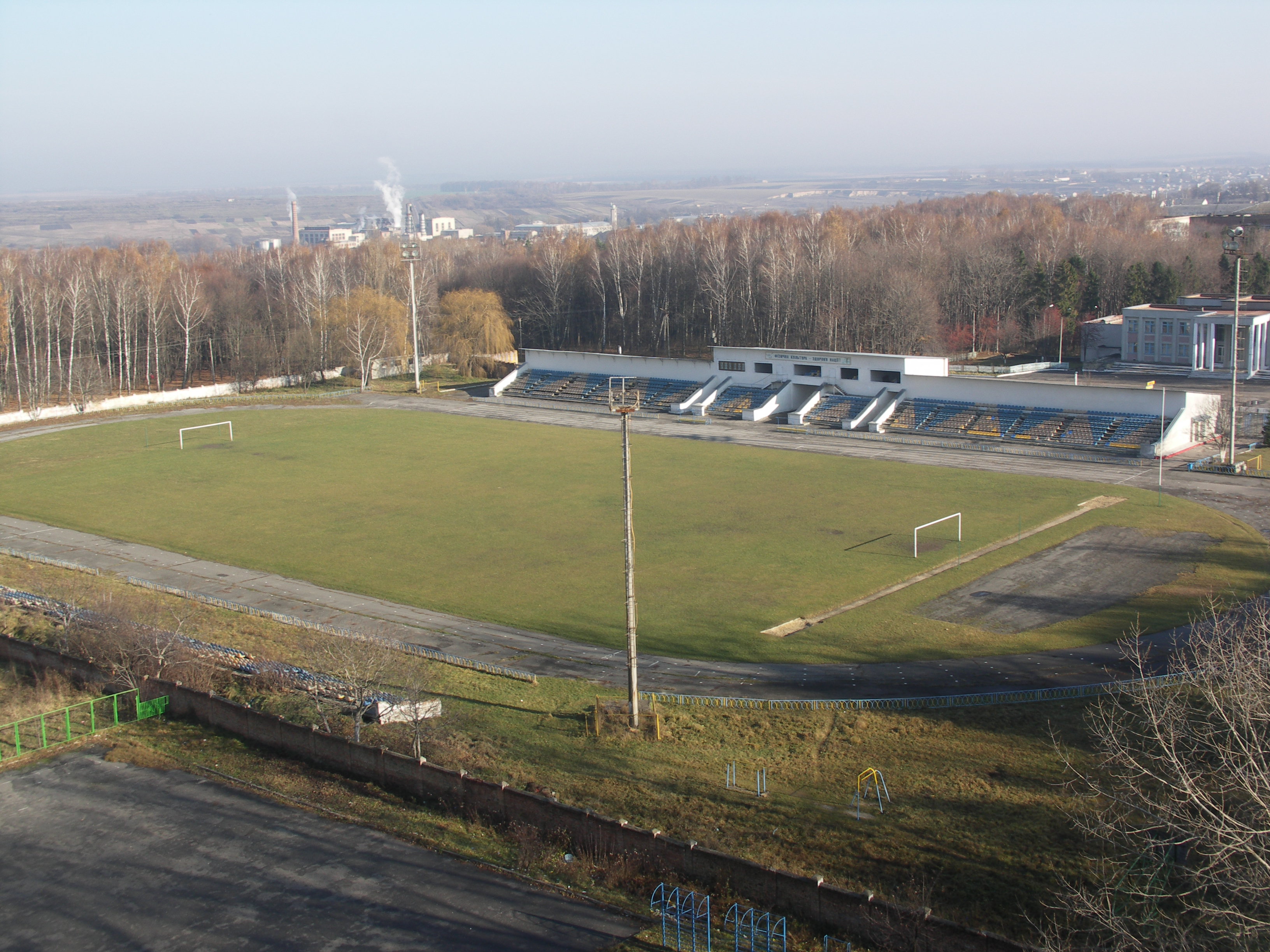
Городской стадион

В 1889 году здесь насчитывалось 380 дворов и 3186 жителей, действовали свечной завод, богадельня, школа, аптека, 10 постоялых дворов, 2 трактира, 2 православные церкви, 1 православная часовня, костел, католическая часовня, синагога и 2 еврейских молитвенных дома.
После 1917 года город был под контролем разных государств: сначала Российской Республики, потом УНР, затем большевиков, Польши и Белой армии. Только в 1920 году Волочиск окончательно вошёл в состав Украинской ССР.
В феврале 1924 года Волочиск стал местом дислокации 22-го пограничного отряда.
В ходе Великой Отечественной войны 3 июля 1941 года Волочиск был оккупирован наступавшими немецкими войсками, в марте 1944 года —освобожден советскими войсками.
В 1969 году численность населения составляла 11,2 тыс. человек, здесь действовали сахарный завод, сыродельный завод, плодоконсервный завод, завод металлических изделий (филиал Ленинградского конденсаторного завода «Кулон»), два кирпичных завода и швейная фабрика. Статус города с октября 1970 года.
В 1984 году здесь был открыт музей трудовой славы Волочиского машиностроительного завода. В 1986 году здесь был построен комплекс музыкально-художественно-хореографической школы.
В январе 1989 года численность населения составляла 23 985 человек, основой экономики в это время являлись машиностроение и лёгкая промышленность.
В мае 1995 года Кабинет министров Украины утвердил решение о приватизации находившихся в городе АТП-16837, завода «Номинал» и сахарного завода, в июле 1995 года было утверждено решение о приватизации птицеводческого совхоза.

## Население
По состоянию на 1 января 2025 года население составляло более 18 тысяч человек.

### Языковой состав
Родной язык населения по данным переписи 2001 года:
| Язык       | Численность, чел. | Доля     |
| ---------- | ----------------- | -------- |
| Украинский | 20 309            | 98,01 %  |
| Русский    | 355               | 1,71 %   |
| Другие     | 57                | 0,28 %   |
| Итого      | 20 721            | 100,00 % |

## СМИ
В городе выходят две газеты — коммунальная газета «Заря» и газета рекламных объявлений «РИГ» (Рекламно-Информационная Газета).

## Церкви
- Римско-католическая церковь приход Святой Троицы, настоятель о. Володимир Кирилюк, ул. Хмельницкая, 111 (возле Користовой).
- Украинская автокефальная православная церковь, благочинный Волочисского района и настоятель Покровской церкви Фатич Николай Васильевич, ул. Независимости 213 (Волочиск-1).
- Украинская греко-католическая церковь, священник Козак Владимир Евстахиевич, ул. Починка 3а.
- Украинская православная церковь настоятель церкви святого апостола Андрея Первозванного, протоиерей Андрей Васильевич Васькевич, ул. Соборная 13.
- Украинская православная церковь Киевского Патриархата настоятель церкви Святой Троицы, протоиерей Богдан Васильевич Васькевич, ул. Довженко 14 (б), помещения 13, (направление сахарного завода).
- Церковь адвентистов седьмого дня, пастор Масюк Любомир Иванович, ул. Первомайская, 22.
- Церковь евангельских христиан-баптистов, пастор Кенс Владимир Владимирович, ул. Независимости 318 (Волочиск-1).
- Христианская церковь «Эммануил»[17], пастор Фандера Ирина Николаевна, кинотеатр «Украина».
- Церковь христиан веры евангельской, пастор Левицкий Богдан Петрович, ул. Независимости, 46 (возле рынка).

## Предприятия
В городе действуют несколько предприятий, самым крупным является Волочиский машиностроительный завод, предприятие Агробизнес. В городе расположен бальнеологический санаторий Радуга.

## Транспорт

### Железнодорожный

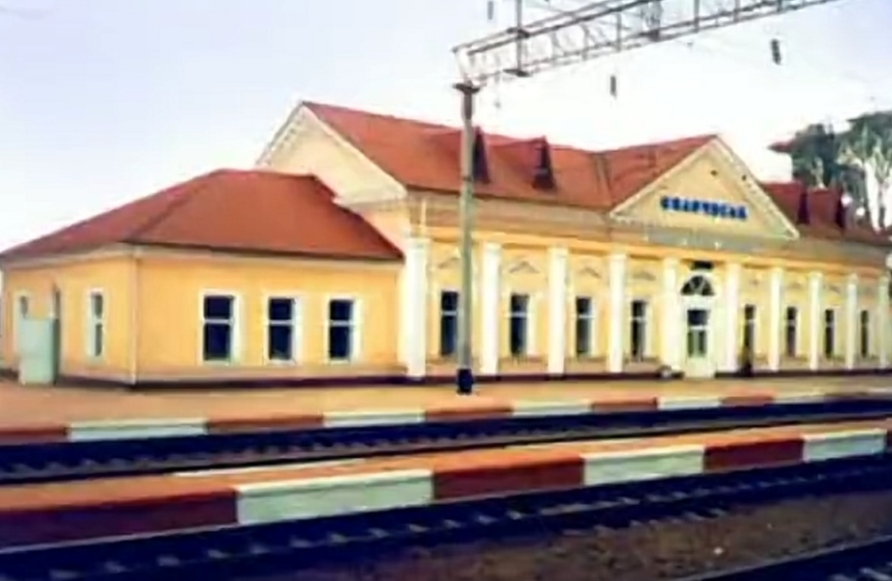
Железнодорожная станция

Железнодорожная станция Волочиск на линии Хмельницкий — Тернополь Львовской железной дороги, через которую проходят электрички на Тернополь и Хмельницкий. Также на станции останавливаются некоторые поезда дальнего следования в направлении Львова и Жмеринки.
ЖД электрифицирована переменным током 25 кВ.

### Автомобильный и автобусный
Ежедневно из Волочиска отправляется или проезжает через него около 100 междугородных автобусов практически по всем городам Галичины.
Также с автовокзала ходят как пригородные, так и городские автобусы и маршрутки.
Волочиск расположен на трассе Хмельницкий-Тернополь, имеет объездную дорогу, также от Волочиска идут трассы на Каменец-Подольский и Шепетовку, минуя Хмельницкий.

## Города-побратимы
- Мехув

## Персоналии
- Донец Андрей Анатольевич — украинский футболист.
- Тартаковский, Исаак Иосифович — художник.
- Бейдер, Хаим Волькович — советский литератор и журналист, поэт, переводчик, один из ведущих ученых идишской культуры в Советском Союзе, филолог.
- Надежда Мейхер-Грановская — украинская певица.